# William Fiero Russell
William Fiero Russell (* 14. Januar 1812 in Saugerties, New York; † 29. April 1896 ebenda) war ein US-amerikanischer Politiker. Zwischen 1857 und 1859 vertrat er den Bundesstaat New York im US-Repräsentantenhaus.

## Werdegang
William Fiero Russell wurde ungefähr fünf Monate vor dem Ausbruch des Britisch-Amerikanischen Krieges in Saugerties im Ulster County geboren und wuchs dort auf. Er schloss seine Vorstudien ab. Danach ging er kaufmännischen sowie Bankgeschäften nach. Russell war Gründer und Präsident der Saugerties Bank. Am 19. Oktober 1836 wurde er Postmeister in Saugerties – eine Stellung, die er bis zum 25. Januar 1841 innehatte. Er saß 1851 in der New York State Assembly. Politisch gehörte er der Demokratischen Partei an.
Bei den Kongresswahlen des Jahres 1856 für den 35. Kongress wurde Russell im elften Wahlbezirk von New York in das US-Repräsentantenhaus in Washington, D.C. gewählt, wo er am 4. März 1857 die Nachfolge von Rufus H. King antrat. Er schied nach dem 3. März 1859 aus dem Kongress aus.
Nach seiner Kongresszeit wurde er 1859 zum Naval Agent im Port of New York City ernannt. Danach ging er wieder Bankgeschäften nach. Er nahm 1876 als Delegierter an der Democratic National Convention in St. Louis teil. Am 29. April 1896 verstarb er in Saugerties und wurde dann auf dem Mountain View Cemetery beigesetzt.